# Campionati africani di atletica leggera 2022 - 100 metri piani femminili
La specialità dei 100 metri piani femminili ai Campionati africani di atletica leggera di Saint-Pierre 2022 si è svolta l'8 e il 9 giugno 2022 al Côte d'Or National Sports Complex.

## Risultati

### Batterie
Le prime tre atlete di ogni batteria (Q) e le successive tre più veloci (q) si qualificano alle semifinali.

#### Batteria 1
| Posizione | Corsia | Atleta                  | Nazionalità | Tempo | Note |
| --------- | ------ | ----------------------- | ----------- | ----- | ---- |
| 1         | 3      | Gina Bass               | Gambia      | 11"36 | Q    |
| 2         | 1      | Maximilla Imali         | Kenya       | 11"50 | Q    |
| 3         | 7      | Loungo Matlhaku         | Botswana    | 11"59 | Q    |
| 4         | 5      | Phindile Khubheka       | Sudafrica   | 11"64 | q    |
| 5         | 8      | Bonguwe Mahlalela       | eSwatini    | 12"03 |      |
| 6         | 2      | Zo Henintsoa Rakotonary | Madagascar  | 12"29 |      |
| -         | 4      | Latifa Ali              | Ghana       | dns   |      |
| -         | 6      | Ndèye Arame Toure       | Senegal     | dns   |      |

#### Batteria 2
| Posizione | Corsia | Atleta                   | Nazionalità  | Tempo | Note |
| --------- | ------ | ------------------------ | ------------ | ----- | ---- |
| 1         | 2      | Tima Godbless            | Nigeria      | 11"71 | Q    |
| 2         | 3      | Jacent Nyamahunge        | Uganda       | 11"78 | Q    |
| 3         | 5      | Yabsira Jarso Guyo       | Etiopia      | 12"01 | Q    |
| 4         | 1      | Akouvi Judith Koumedzina | Togo         | 12"37 |      |
| 5         | 6      | Francoise Kumi           | RD del Congo | 13"10 |      |
| 6         | 4      | Victória Cassinda        | Angola       | 13"43 |      |
| -         | 7      | Ainess Tibishubwamu      | Tanzania     | dns   |      |

#### Batteria 3
| Posizione | Corsia | Atleta                         | Nazionalità        | Tempo | Note |
| --------- | ------ | ------------------------------ | ------------------ | ----- | ---- |
| 1         | 7      | Quincy Malekani                | Zambia             | 11"52 | Q    |
| 2         | 4      | Eunice Murandafu               | Kenya              | 12"00 | Q    |
| 3         | 2      | Sade Amor De Sousa             | Namibia            | 12"52 | Q    |
| 4         | 3      | Nancy Tokpah                   | Liberia            | 12"67 |      |
| 5         | 1      | Beatrice Midomide              | Benin              | 12"84 |      |
| -         | 5      | Erica Rosalia Mouwangui Bilelo | Guinea Equatoriale | dns   |      |
| -         | 6      | Halutie Hor                    | Ghana              | dns   |      |

#### Batteria 4
| Posizione | Corsia | Atleta              | Nazionalità    | Tempo | Note |
| --------- | ------ | ------------------- | -------------- | ----- | ---- |
| 1         | 8      | Carina Horn         | Sudafrica      | 11"27 | Q    |
| 2         | 6      | Oarabile Tshosa     | Botswana       | 11"72 | Q    |
| 3         | 5      | Maboundou Kone      | Costa d'Avorio | 11"78 | Q    |
| 4         | 2      | Natacha Ngoye       | Rep. del Congo | 11"96 | q    |
| 5         | 4      | Fatou Sowe          | Gambia         | 12"02 | q    |
| 6         | 7      | Monica Safania      | Kenya          | 12"23 |      |
| -         | 1      | Lucia Moris         | Sudan del Sud  | dq    |      |
| -         | 3      | Gifty Kwakyewaa Oku | Ghana          | dns   |      |

#### Batteria 5
| Posizione | Corsia | Atleta                      | Nazionalità    | Tempo | Note |
| --------- | ------ | --------------------------- | -------------- | ----- | ---- |
| 1         | 1      | Praise Ofoku                | Nigeria        | 11"80 | Q    |
| 2         | 4      | Maimuna Jallow              | Gambia         | 11"88 | Q    |
| 3         | 8      | Pierrick Linda Moulin       | Gabon          | 11"91 | Q    |
| 4         | 7      | Amelie Anthony              | Mauritius      | 12"03 |      |
| -         | 2      | Jacira Maurício Vaz Martins | Guinea-Bissau  | dns   |      |
| -         | 5      | Winifrida Makenji           | Tanzania       | dns   |      |
| -         | 5      | Natacha Ngoye Akambi        | Rep. del Congo | dns   |      |

#### Batteria 6
| Posizione | Corsia | Atleta                   | Nazionalità    | Tempo | Note |
| --------- | ------ | ------------------------ | -------------- | ----- | ---- |
| 1         | 8      | Hellen Makumba           | Zambia         | 11"57 | Q    |
| 2         | 7      | Karel Elodie Ziketh      | Costa d'Avorio | 11"89 | Q    |
| 3         | 1      | Astrid Eva Van Hoorn     | Mozambico      | 12"19 | Q    |
| 4         | 4      | Rahel Tesfaye Woldeabzgi | Etiopia        | 12"21 |      |
| 5         | 2      | Nyimasata Jawneh         | Gambia         | 12"32 |      |
| 6         | 6      | Aissata Deen Conte       | Guinea         | 12"92 |      |
| -         | 5      | Tsaone Sebele            | Botswana       | dnf   |      |
| -         | 3      | Germanie Abessolo Bivina | Camerun        | dns   |      |

#### Batteria 7
| Posizione | Corsia | Atleta                 | Nazionalità | Tempo | Note |
| --------- | ------ | ---------------------- | ----------- | ----- | ---- |
| 1         | 6      | Aminatou Seyni         | Niger       | 11"07 | Q    |
| 2         | 2      | Balikis Yakubu         | Nigeria     | 11"76 | Q    |
| 3         | 3      | Claudine Nomenjanahary | Madagascar  | 11"86 | Q    |
| 4         | 7      | Michelle Kim Zuze      | Zimbabwe    | 12"10 |      |
| 5         | 2      | Fatoumata Koala        | Burundi     | 12"47 |      |
| -         | 5      | Rhoda Njobvu           | Zambia      | dq    |      |

### Semifinali
Le prime due atlete di ogni batteria (Q) e le successive due più veloci (q) si qualificano alla finale.

#### Semifinale 1
| Posizione | Corsia | Atleta             | Nazionalità    | Tempo | Note |
| --------- | ------ | ------------------ | -------------- | ----- | ---- |
| 1         | 4      | Gina Bass          | Gambia         | 11"08 | Q    |
| 2         | 3      | Quincy Malekani    | Zambia         | 11"32 | Q    |
| 3         | 5      | Oarabile Tshosa    | Botswana       | 11"33 | q    |
| 4         | 7      | Maboundou Kone     | Costa d'Avorio | 11"53 |      |
| 5         | 6      | Balikis Yakubu     | Nigeria        | 11"63 |      |
| 6         | 8      | Eunice Murandafu   | Kenya          | 11"99 |      |
| 7         | 2      | Sade Amor De Sousa | Namibia        | 12"59 |      |
| -         | 1      | Natacha Ngoye      | Rep. del Congo | dnf   |      |

#### Semifinale 2
| Posizione | Corsia | Atleta                | Nazionalità    | Tempo | Note |
| --------- | ------ | --------------------- | -------------- | ----- | ---- |
| 1         | 4      | Aminatou Seyni        | Niger          | 11"05 | Q    |
| 2         | 3      | Hellen Makumba        | Zambia         | 11"42 | Q    |
| 3         | 1      | Phindile Khubheka     | Sudafrica      | 11"44 |      |
| 4         | 5      | Praise Ofoku          | Nigeria        | 11"62 |      |
| 5         | 6      | Maimuna Jallow        | Gambia         | 11"71 |      |
| 6         | 8      | Karel Elodie Ziketh   | Costa d'Avorio | 11"78 |      |
| 7         | 7      | Pierrick Linda Moulin | Gabon          | 11"79 |      |
| 8         | 2      | Yabsira Jarso Guyo    | Etiopia        | 11"93 |      |

#### Semifinale 3
| Posizione | Corsia | Atleta                 | Nazionalità | Tempo | Note |
| --------- | ------ | ---------------------- | ----------- | ----- | ---- |
| 1         | 4      | Carina Horn            | Sudafrica   | 11"08 | Q    |
| 2         | 3      | Tima Godbless          | Nigeria     | 11"25 | Q    |
| 3         | 5      | Maximilla Imali        | Kenya       | 11"26 | q    |
| 4         | 8      | Loungo Matlhaku        | Botswana    | 11"57 |      |
| 5         | 6      | Jacent Nyamahunge      | Uganda      | 11"62 |      |
| 6         | 7      | Claudine Nomenjanahary | Madagascar  | 11"85 |      |
| 7         | 1      | Fatou Sowe             | Gambia      | 11"95 |      |
| 8         | 2      | Astrid Eva Van Hoorn   | Mozambico   | 12"13 |      |

### Finale
| Posizione | Corsia | Atleta          | Nazionalità | Tempo | Note |
| --------- | ------ | --------------- | ----------- | ----- | ---- |
| Oro       | 6      | Gina Bass       | Gambia      | 11"06 |      |
| Argento   | 5      | Aminatou Seyni  | Niger       | 11"09 |      |
| Bronzo    | 4      | Carina Horn     | Sudafrica   | 11"14 |      |
| 4         | 3      | Tima Godbless   | Nigeria     | 11"27 |      |
| 5         | 1      | Maximila Imali  | Kenya       | 11"29 |      |
| 6         | 8      | Quincy Malekani | Zambia      | 11"30 |      |
| 7         | 7      | Hellen Makumba  | Zambia      | 11"50 |      |
| 8         | 2      | Oarabile Tshosa | Botswana    | dnf   |      |